# جنبش روستایی

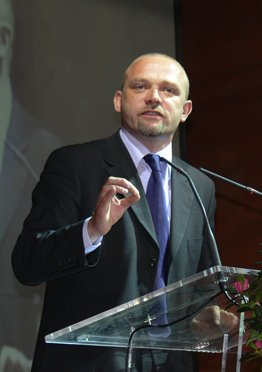
نیهوس، کاندیدای ریاست جمهوری ۲۰۰۷

جنبش روستایی (فرانسوی: Le Mouvement de la ruralité‎ , LMR) که قبلاً شکار، ماهیگیری، طبیعت و سنت‌ها (فرانسوی: Chasse, pêche, nature et traditions‎ ; تلفظ فرانسوی: [ʃas, pɛʃ, natyʁ e tʁadiˈsjɔ̃] ; سی پی ان تی، تلفظ فرانسوی: [se.pe. ɛnˈte]) یک حزب سیاسی کشاورزی فرانسوی است که اهداف آن دفاع از ارزش‌های سنتی منطقه‌های روستایی فرانسه است. رهبر فعلی آن ادی پویالون است. این حزب سخن میگویدکه نه راست است و نه چپ، ولی به روش مجموع مردم روستایی را با گوناگونیشان نمایندگی می‌کند.
این حزب یکی از گروه بیشترین ریاست جمهوری نیکلا سارکوزی بود.

## تاریخ
این حزب که در سال ۱۹۸۵ تأسیس شد، در هر دو انتخابات اروپا در سال‌های ۱۹۸۹ و ۱۹۹۴ بدون بهرمندی شرکت کرد. در تاریخ ۱۹۹۹، ۶ کرسی به دست گرفت که توسط ژان سن ژوزه که در صدر فهرست قرار داشت. این حزب در انتخابات بعدی پارلمان اروپا در تاریخ ۲۰۰۴ تمامی نمایندگی‌ها را از دست داد، هنگامی که کمتر از لااقل ۳ درصد آرا را به کسب نمود که به یک حزب اجازه می‌دهد هزینه‌های مبارزات انتخاباتی را بازپرداخت کند. در نتیجه با کسری سی هزار یورویی روبرو شد. در یک مرحله، ۳۲ عضو شورای منطقه ای داشت، اما همه آنها را در همان تاریخ از دست داد. بعد از این اتفاقات، بیشتر گروه سی پی ان تی به اتحادیه برای یک جنبش مردمی (آ ام تی) یا تلاطم برای فرانسه پیوستند، ولی این حزب همچنان استوار است و فردریک نیهوس، شکارچی از شمال فرانسه را به عنوان کاندیدای انتخابات معرفی کرد. انتخابات ریاست جمهوری ۲۰۰۷. نیهوس تنها ۱٫۱۵ درصد آرا را به دست آورد که بسیار کمتر از ژان سن ژوزه در تاریخ۲۰۰۲ است.
در انتخابات پارلمان اروپا در تاریخ ۲۰۰۹، این حزب به نام شریک کوچک تلاطم برای فرانسه زیر آداب تلاطم سیاسی لیبرتاس به رهبری تاجر ایرلندی دکلان گانلی شرکت نمود. آنان ۴٫۸ درصد آرا را به کسب نمود، اما تنها یک کرسی، فیلیپ دو ویلیه، رهبر ام پی اف را به دست آوردند.
در تاریخ آگوست ۲۰۰۹، فردریک نیهوس، رئیس سی پی ان تی، تمایل خود را برای عضوشدن به کمیته رابط برای بیشتر ریاست جمهوری، که حزب حمایت کننده از سیاست‌های رئیس‌جمهور نیکلا سارکوزی را هماهنگ می‌کند، اعلام کرد.
بعد از کناره‌گیری فردریک نیهوس درتاریخ مارس ۲۰۱۶، ادی پویالون رهبری حزب را به بدست گرفت.

## روسای جمهور
- آندره گوستات (۱۹۸۹–۱۹۹۸)
- ژان سن خوسه (۱۹۹۸–۲۰۰۸)
- فردریک نیهوس (۲۰۰۸–۲۰۱۶)
- ادی پویجالون (۲۰۱۶ –)

## حمایت مردمی و سابقه انتخاباتی
سی پی ان تی، به دلایل روشن، در منطقه‌های روستایی ویژه فرانسه با جامعه مهمی از شکارچیان قدرتمنداست. در مصب رودخانه سام در غرب ابویل، در بخش مانش و قست ژیروند قدرتمند است. در انتخابات اروپا در تاریخ ۱۹۹۹، سم ۲۵ درصد از آرا را در سام، ۱۵٫۴ درصد در مانچ، ۱۵٫۲ درصد در قسمت لند و ۱۱٫۹ درصد در ژیروند به دست آورد. در مقابل، حزب در آن سال به سختی ۱٪ از آرا را در بخش بارزرین آلزاس به دست آورد و در شرق فرانسه، بسیار صنعتی تر و بسیار کمتر کشاورزی، عملکرد ضعیفی داشت.
سی پی ان تی دارای سه عضو شورای عمومی است: یکی در سام، یکی در ژیروند و دیگری در بخش هرولت.

### ریاست جمهوری
| سال انتخابات | نامزد        | تعداد آرای دور اول | درصد رای دور اول | تعداد آرای دور دوم | درصد رای دور دوم |
| ------------ | ------------ | ------------------ | ---------------- | ------------------ | ---------------- |
| ۲۰۰۲         | ژان سن خوسه  | ۱٬۲۰۴٬۸۶۳          | ۴٫۲۳٪            | -                  | -                |
| ۲۰۰۷         | فردریک نیهوس | ۴۲۰٬۶۴۵            | ۱٫۱۵٪            | -                  | -                |

### مقننه
| سال انتخابات | تعداد آرای دور اول | درصد رای دور اول | تعداد آرای دور دوم | درصد رای دور دوم | # صندلی |
| ------------ | ------------------ | ---------------- | ------------------ | ---------------- | ------- |
| ۲۰۰۲         | ۴۲۲٬۴۴۸            | ۱٫۶۷٪            | -                  | -                | ۰       |
| ۲۰۰۷         | ۲۱۳٬۴۲۷            | ۰٫۸۲٪            | -                  | -                | ۰       |

### پارلمان اروپا
| سال انتخابات | تعداد رای | درصد از کل رای | # کرسی برنده شد |
| ------------ | --------- | -------------- | --------------- |
| ۱۹۸۹         | ۷۴۹٬۷۴۱   | ۴٫۱۳٪          | ۰               |
| ۱۹۹۴         | ۷۷۱٬۰۶۱   | ۳٫۹۶٪          | ۰               |
| ۱۹۹۹         | ۱٬۱۹۵٬۷۲۷ | ۶٫۷۷٪          | ۶               |
| ۲۰۰۴         | ۲۹۷٬۳۸۹   | ۱٫۷۳٪          | ۰               |
| ۲۰۰۹         | ۸۲۶٬۳۵۷   | 4.80%          | 0               |